# 大万木山
大万木山（おおよろぎさん）は、島根県飯石郡飯南町と広島県庄原市との境にある標高1,218mの山である。

## 概要
島根県の県民の森（頓原・吉田地区）に指定されている。『出雲国風土記』には「多加山」と記されている。大ゆるぎ山（揺れ動くの意）と呼ばれていたことが、現在の山名の由来とされている。